# Berek Kati
Berek Kati, Berek Katalin (Makó, 1930. október 7. – Budapest, 2017. február 26.) a Nemzet Színésze címmel kitüntetett, kétszeres Jászai Mari-díjas magyar színésznő, érdemes és kiváló művész, a Halhatatlanok Társulatának örökös tagja.

## Életpályája
Szülei Berek József és Rauch Karolina. Már nyolcévesen a Szegedi Nemzeti Színházban szerepelt.
1948–1952 között a Népi Kollégiumok Országos Szövetségének (NÉKOSZ) tagjaként a Színház- és Filmművészeti Főiskola hallgatója volt. A Főiskola „nagy” osztályába járt: évfolyamtársa volt többek közt: Buss Gyula, Czigány Judit, Hacser Józsa, Horváth Teri, Psota Irén, Soós Imre, Váradi Hédi. Az osztályfőnöke Gellért Endre volt, akit rendkívül nagyra tartott.
1952-ben a Főiskola elvégzése után a Nemzeti Színházhoz szerződött, melynek tizennyolc éven át volt rendes tagja. 1970-ben Gyurkó László íróval és Szigeti Károly koreográfussal alapító tagja volt a 25. Színháznak, ahol 1974-ig dolgozott. Mellette előadóesteket tartott, tanított, rendezett és írt. 1974–1985 között újra a Nemzeti Színházban játszott, viszont Vámos László rendező, igazgatótól nem kapott komoly szerepeket.

A Rivalda 72-73-ban megjelent portréja
Csigó László felvétele

1985-től a győri Kisfaludy Színházban játszott, ahova Bor József hívta. 1991–1993 között a kecskeméti Katona József Színház színésze volt. Játszott az egri Gárdonyi Géza Színházban és tanította színészmesterségre a balettiskola növendékeit.
A Nemzeti Színház vezető színésznőjeként – sokoldalú jellemábrázoló képességét jól kamatoztatva – mind a hősnői, mind pedig a karakterszerepeket hitelesen formálta meg. Kiváló versmondó, avatott József Attila-előadó: 1972-ben „Játszani is engedd…” címmel közös zenei albumot adott ki a Sebő Együttessel. Kedvenc költője Nagy László, akinek rendszeresen szavalta verseit előadóestjein: „…Nagy Lászlót mondott, akitől most önéletrajzi könyvének címét is kölcsönözte. A hatalom vádja éppen az volt ellene, hogy 'beleugatta Nagy Lászlót az egyetemisták fülébe', ezért kénytelenek voltak a költőnek Kossuth-díjat adni. A művésznőt azonban megbüntették: soha nem kapott Kossuth-díjat!…”
Sokat dolgozott, nem kímélte magát, még akkor sem, amikor egy szívinfarktus képében megérkezett az első jel. 1993-ban nagy szerepálma, Az öreg hölgy látogatása című darab főszerepére készült, amikor agyvérzést kapott. Nagyon súlyos állapotban került kórházba, jobb oldala teljesen lebénult, nem tudott beszélni, egy ideig nem is látott. Szívósságával, erős akaratával, több éves távollét után visszaküzdötte magát a színpadra; „…semmihez sem fogható boldogság volt számára ott állni az újonnan felépült Nemzeti Színház nyitó előadásán. Ő képviselte a folytonosságot a régi, Blaha Lujza téri épület és a mostani, új Nemzeti között.”
2000-ben a nemzet színészévé választották, 2007-ben pedig Örökös Tagja lett a Halhatatlanok Társulatának.
2006-ban a Thália Színházban lépett utoljára színpadra a Nénikém, meg én című darabban.
Második férje Simor András, zenész volt. 1959-től 1974-ig Zolnay Pál rendező volt a férje, a fiuk, Zolnay János 1959-ben született.
Hosszú betegség után 2017. február 26-án hunyt el.
Emlékére a Duna televízió levetítette az 1968-ban készült Feldobott kő című filmjét. 2017. március 24-én búcsúztatták a budapesti Farkasréti temetőben, ahol Mácsai Pál, Jordán Tamás és Sebő Ferenc búcsúztatták, majd ezt követően a művésznő kérésére szűk családi körben szórták hamvait a Dunába. A búcsúztatón megjelent többek között Bánsági Ildikó, Molnár Piroska, Papadimitriu Athina, Pető Iván, Székhelyi József, Galkó Balázs, Bodrogi Gyula és Tordy Géza.
1957-től haláláig a budapesti Harcsa utca 2. lakója volt. 2019 májusában emlékére emléktáblát avattak a ház falán.

## Színházi szerepei

### Berek Katalinként
- Háy Gyula: Erő... Barbara Hilton
- Szurov: Hajnal Moszkva felett... Szánya
- Molière: A versailles-i rögtönzés... Du Croisyné
- Gorkij: Az anya... Szása
- Karinthy Ferenc: Ezer év... Szabó Anna
- Csepurin: Tavaszi áradás... Gálja
- Federico García Lorca: Vérnász... Leonardo felesége
- Gorbatov: Egy éjszaka... Szonja
- Nagy Lajos: Nagy Lajos est
- Gosztonyi János: Rembrandt... Hendrickje
- Szophoklész: Antigoné... Iszméné
- García Lorca: A csodálatos Vargáné... Vargáné
- García Lorca-András László: Granadában történt
- Gyöngyössy Imre: Csillagok órája... Juli
- Hubay Miklós: Csend az ajtó mögött... Eti
- William Shakespeare: A makrancos hölgy... Katalin
- Móricz Zsigmond: Légy jó mindhalálig... Nyilas Misi
- Darvas József: Részeg eső... Márta
- William Shakespeare: Lear király... Regan
- Aiszkhülosz: A jólelkűek... Első karvezető
- Williams: Az ifjúság édes madara... Lucy
- Marivaux: Két nő közt... A lovag
- Drzic: Dundo Maroje... Petronella
- Németh László: Szörnyeteg... Márta
- Pirandello: A csörgősipka... Beatrice
- Weiss: A vizsgálat... Negyedik tanú
- Komlós János: Az Édent bezárták... Mrs. Bulldog
- Gyurkó László: Szerelmem, Elektra... Elektra
- Betti: A játékos... Sandra
- Gyurkó László: Fejezetek Leninről
- Kiss-Nagy: "Arcomról minden csillagot..."
- Gelman: Visszajelzés... Vjaznyikova
- Bartsai László: A jártos-költes vőlegény...
- Csokonai Vitéz Mihály: Az özvegy Karnyóné s a két szeleburdiak...
- Görgey Gábor: Fejek Ferdinándnak... Zsuzsa
- Friedrich Dürrenmatt: Az öreg hölgy látogatása... Claire Zachanassian
- Euripidész: Trójai nők... Hekabe
- Németh László: Bodnárné... Bodnárné
- Scarnicci-Tarabusi: Kaviár és lencse... Matilde
- Tersánszky Józsi Jenő: Kakuk Marci... Csuriné
- Madách Imre: Az ember tragédiája... Lucifer
- Eugene O’Neill: Hosszú út az éjszakába... Mary Tyrone
- Hunyady Sándor: A három sárkány... Júlia
- Molnár Ferenc: Olympia... Eugénia
- Sartre: A legyek... Klütaimnesztra
- Kálmán Imre: Csárdáskirálynő... Cecília
- Szakcsi Lakatos Béla: Piros karaván... Vorza
- Kesserling: Arzén és levendula... Abby
- Márai Sándor: A kassai polgárok... Szabina
- Molnár Ferenc: A testőr... A mama
- Örkény István: Macskajáték... Orbánné
- De Filippo: Nápolyi álmok... Rosa
- W. S. Maugham: Csodás vagy, Júlia... Evie
- Synge: A szentek kútja... Öregasszony
- Gorkij: A nap fiai... Antonovna

### Berek Katiként
- Fehér Klára: Becsület... Csizmás

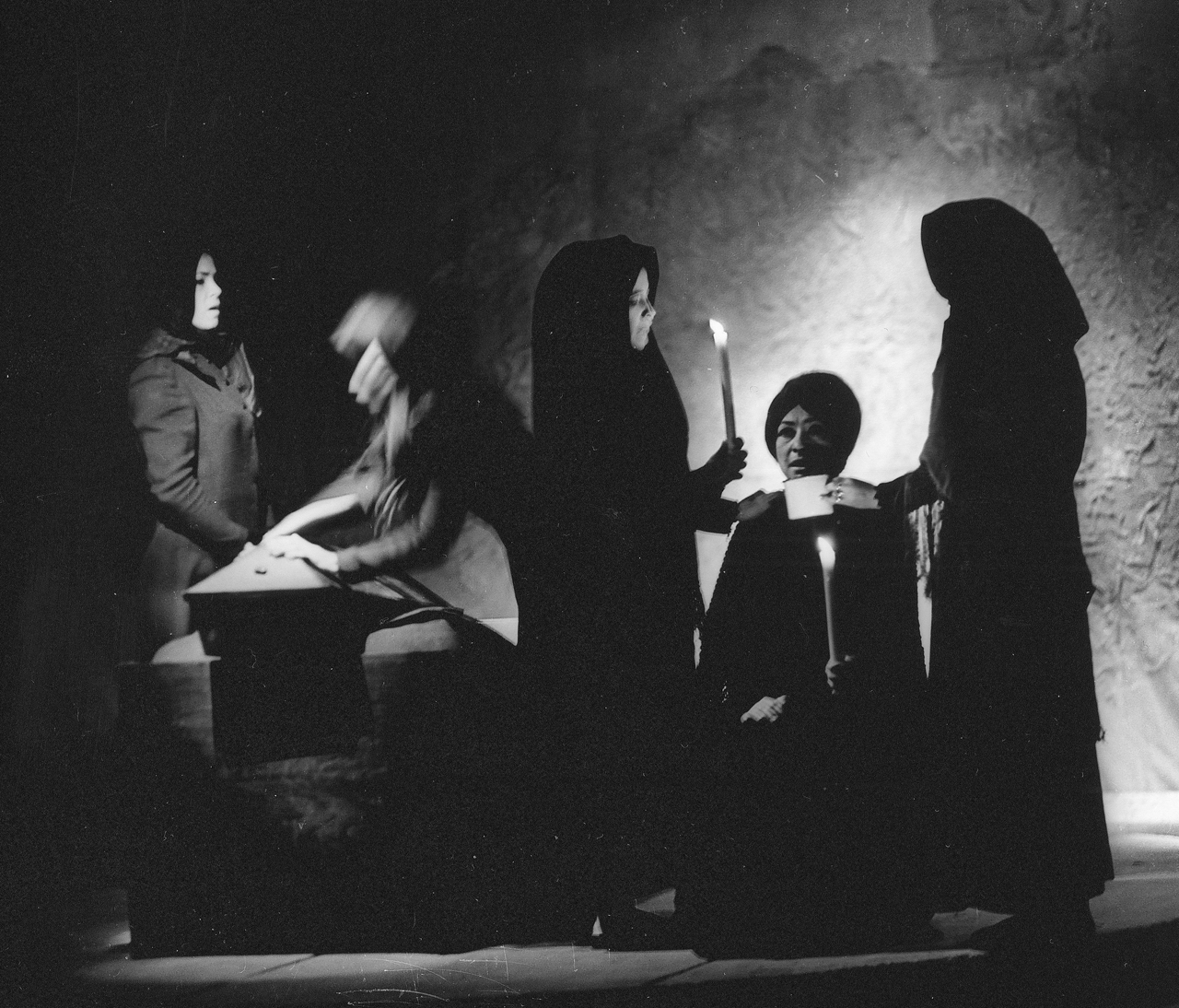
A Gyász előadásban (25. Színház) (Korniss Péter felvétele)

- Mihalkov: Haza akarok menni... Szása Butuzov
- William Shakespeare: Sok hűhó semmiért... Hero
- Kornyijcsuk: Ukrajna mezőin... Katyerina
- Gorkij: Szomonov és a többiek... Dunyása
- Csokonai Vitéz Mihály: Az özvegy Karnyóné s a két szeleburdiak... Samu
- Illyés Gyula: Tűvé-tevők... Kiszolgáló
- Osztrovszkij: Vihar... Gálsa
- Déry Tibor: Talpsimogató... Kati
- Madách Imre: Az ember tragédiája... Kislány; Föld szelleme; Egy anya
- Federico García Lorca: Bernarda háza... Amelia; Adela
- Ibsen: Peer Gynt... Zöldruhás nő
- Gorkij: Gorkij est
- Trenyov: Ljubov Jarovaja... Márja
- Kós Károly: Budai Nagy Antal... Besse Anna
- Mesterházi Lajos: Üzenet... Sárika
- William Shakespeare: Szentivánéji álom... Hermia
- Arbuzov: Irkutszki történet... Válja
- Barnassin Anna: Napfogyatkozás... Molnár Andrea
- Molière: A nők iskolája... Georgette
- Bertolt Brecht: Galilei élete... Virginia
- Garcia Lorca: Marianita... Marianita
- Hernádi-Szécsi: Hernádi György - Emlékest
- Vörösmarty Mihály: Csongor és Tünde... Ledér
- Pirandello: Az ember, az állat és az erény... Az erényes Perelláné
- Babits-Szendrő: Második ének... A királylány
- Nagy Lajos: Nagy Lajos est
- Németh László: Gyász... Kurátor Zsófi
- Gyurkó László: Szerelmem, Elektra... Elektra
- Sebő Ferenc: Síppal, dobbal, nádihegedűvel
- Hernádi-Jancsó: Vörös zsoltár
- Ajtmatov: Fehér hajó... Nagyanya
- Zindel: A gammasugarak hatása a százszorszépekre... Beatrice; Nanny
- Dorogi Zsigmond: Osztrák est
- Illyés-Dorogi: Illyés est
- Németh László: Erzsébet-nap... Paliné
- Makszim Gorkij: Éjjeli menedékhely... Anna
- Németh László: Husz János... Lene asszony
- Szuhovo-Kobilin: Tarelkin halála... Mavrusa
- Federico García Lorca: Vérnász... Anya; Szomszédasszony
- Moldova György: Titkos záradék... Barna Józsefné
- Szörényi Levente: István, a király... Sarolt
- Páskándi Géza: A szélmalom lakói... Özvegy Czitorásné
- Valéry: A lélek és a tánc... Szókratész
- Molière: Tartuffe... Pernelle asszony
- Sarkadi-Matkovics: A bosszú... A Kórus
- Tamási Áron: Énekes madár... Kömény Ignácné
- Nádas Péter: Takarítás... Klára
- Bródy Sándor: A tanítónő... Nagyasszony
- Jordán Tamás: Megadom, és
- Synge: A szentek kútja... Egy öregasszony
- Panych: A nénikém meg én... Grace
- McCoy: A lovakat lelövik, ugye?

## Színházi rendezései
- Kuan Hang-csong: Tou O igaztalan halála (1971)
- Gyurkó László: A búsképű lovag, Don Quijote de la Mancha szörnyűséges kalandjai és gyönyörűszép halála (1973)
- Marivaux: Két nő között (1979)
- García Lorca: A csodálatos vargáné (1980, 1986)

## Filmszerepei

### Játékfilm
- 1950: Kis Katalin házassága – Magda
- 1952: Ütközet békében – Balogh Anna
- 1954: Életjel – Virágh Anna
- 1955: Az élet hídja
- 1955: Egy pikoló világos – Emmi
- 1956: Egymásért (rövid játékfilm)
- 1956: Ünnepi vacsora – Lili
- 1957: Égi madár – Lídia
- 1958: A szökevény (rövid játékfilm)
- 1959: Eljegyzés (rövid játékfilm) – Lány
- 1963: Párbeszéd – Olga, Géza felesége
- 1964: Kár a benzinért
- 1965: Az orvos halála – Ancsa
- 1965: Szentjános fejevétele – Parasztasszony I.
- 1967: Ezek a fiatalok – Koroknainé
- 1968: Feldobott kő – Balázs anyja
- 1968: Próféta voltál szívem – Kriszta, Szabados felesége
- 1970: Arc[21] – Sebhelyes arcú nő
- 1975: Örökbefogadás – Csentesné, Kata
- 1976: Kilenc hónap – Juli anyja
- 1977: A közös bűn – Wégmanné
- 1977: Sámán – Narrátor (hang)
- 1984: István, a király – Sarolt
- 1996: Filmsámán
- 2001: Sacra Corona – Katalin

### Tévéfilmek, televíziós sorozatok
- 1958: Családfő – Mrs. Varga
- 1959: Vihar a Sycamore utcában – Anna Blake
- 1960: Egy csirkefogó ügyében – Júlia
- 1962: Elektra – Krüzothémisz
- 1962: Télapó konferencia Budapesten
- 1964: Szeptember – Zsófi
- 1965: Példázat 4-5. – Kovácsné
- 1966: Hétköznapi történet 1-2. – Margit
- 1967: Egy nap a paradicsomban
- 1967: Ez az én otthonom
- 1967: Mondd a neved – Éva, a riporter
- 1970: Az utolsó ítélet
- 1970: Egy önérzet története
- 1970: Kéktiszta szerelem
- 1970: Pokróc az ablakon
- 1974: Napok a 365-ből
- 1972: Gyász – Kurátor Zsófi
- 1975: Az egyezkedő
- 1975: Csillagok változása – Kéziné
- 1975: Daruszegi vasárnapok
- 1975: Kék rénszarvasok
- 1976: Hungária Kávéház – Kovács Jánosné
- 1976: Fél penny – Női tanú
- 1977: Negyedik forduló – Rita anyja
- 1978: Földünk és vidéke
- 1978: Meztelenül
- 1980: Jegor Bulicsov és a többiek – Melanyija apátnő, Kszenyija nővére
- 1981: Rettenetes szülők
- 1981: Szent Színpad
- 1982: A tanszék
- 1982: Glória – Tarrné
- 1982: Lomtalanítás – Anya
- 1982: Némafilm
- 1983: A tizenharmadik elnök
- 1985: Molière: Tartuffe
- 1986: Bernarda Alba háza
- 1993: Rizikó 1-8. – Vera édesanyja

## Szinkronszerepei
| Év   | Cím                                            | Szereplő                                | Színész                   | Szinkron év |
| ---- | ---------------------------------------------- | --------------------------------------- | ------------------------- | ----------- |
| 1949 | A tarkakockások                                | Guste Schmiedecke                       | Camilla Spira             | 1965        |
| 1949 | Keserű rizs (1. magyar szinkron)               | N/A                                     | N/A                       | 1967        |
| 1953 | Férjem, a csodálatos                           | Micheline                               | Elina Labourdette         | 1963        |
| 1955 | A zalamea-i bíró                               | N/A                                     | N/A                       | 1956        |
| 1956 | Szerencselovag                                 | Renate Bergmann                         | Heidemarie Hatheyer       | 1963        |
| 1957 | A harmadik                                     | Tonya Glecsikova                        | Majja Menglet             | 1958        |
| 1957 | Az ügyetlen kapus                              | N/A                                     | N/A                       | 1958        |
| 1957 | Golgota-trilógia 1.: Nővérek                   | Kátya                                   | Rufina Nyifontova         | 1958        |
| 1957 | Lissy                                          | Toni Franke                             | Christa Gottschalk        | 1957        |
| 1957 | Tisztes úriház (1. magyar szinkron)            | N/A                                     | N/A                       | 1961        |
| 1958 | Az én drága párom                              | Varvara Rogyionova Sztelanova, geológus | Inna Makarova             | 1959        |
| 1958 | Golgota-trilógia 2.: Ezerkilencszáztizennyolc  | Kátya                                   | Rufina Nyifontova         | 1959        |
| 1958 | Hárman jöttek az erdőből                       | Julija Tyitova                          | Ligyija Szmirnova         | 1959        |
| 1959 | A kis csalogány                                | N/A                                     | N/A                       | 1961        |
| 1959 | Éjszakák és nappalok                           | Vera                                    | Marija Kohn               | 1967        |
| 1959 | Golgota-trilógia 3.: Borús reggel              | Kátya                                   | Rufina Nyifontova         | 1960        |
| 1959 | Magány                                         | Anna Malcová                            | Blanka Bohdanová          | 1960        |
| 1959 | Orfeusz alászáll (1. magyar szinkron)          | Lady Torrance                           | Anna Magnani              | 1977        |
| 1959 | Rózsák az államügyésznek                       | N/A                                     | N/A                       | 1960        |
| 1959 | Tessék lapozni                                 | Gladys Worth                            | June Jago                 | 1963        |
| 1960 | Az elveszett ceruza                            | Uciteljica                              | Mira Nikolić              | 1962        |
| 1960 | Az ötödik ügyosztály                           | Útbaigazító hölgy                       | Sylva Danícková           | 1961        |
| 1960 | Holnap felnőtt leszek                          | N/A                                     | N/A                       | 1961        |
| 1961 | Eltűnt egy asszony                             | Tereza Machátová                        | Jiřina Švorcová           | 1962        |
| 1961 | Ítélethirdetés csütörtökön                     | Anya                                    | Lidia Korsakówna          | 1963        |
| 1962 | Az élet kapujában                              | Vologya anyja                           | Nyina Urgant              | 1963        |
| 1962 | Blackpool                                      | Lotte                                   | Christine Laszar          | 1969        |
| 1962 | Egy kislány iskolába megy (1. magyar szinkron) | Anyicska mamája                         | Karolina Slunéčková       | 1963        |
| 1962 | Éjszaka az országúton                          | Elsbeth Kramer                          | Brigitte Krause           | 1963        |
| 1962 | Vadul vagy engedékenyen                        | N/A                                     | N/A                       | 1964        |
| 1963 | Az alibi összeomlik                            | Dr. Maria Rohn                          | Ruth Leuwerik             | 1969        |
| 1963 | Egy ember ára                                  | Mrs. Margaret Hammond                   | Rachel Roberts            | 1964        |
| 1963 | Hölgyeim, vigyázat!                            | N/A                                     | N/A                       | 1965        |
| 1963 | Robbanó leves                                  | Maria                                   | Françoise Spira           | 1967        |
| 1964 | Alain és a néger                               | N/A                                     | N/A                       | 1965        |
| 1964 | Katharina Knie                                 | Katharina Knie                          | Christiane Hörbiger       | 1967        |
| 1965 | Hős vagy áruló?                                | Ludmilla Zajkovszkaja                   | Jekatyerina Krupennyikova | 1966        |
| 1965 | Őszi válás                                     | Erna                                    | Blanka Bohdanová          | 1966        |
| 1967 | Doktor Vera                                    | Vera doktornő                           | Irina Tarkovszkaja        | 1968        |
| 1967 | Trójában nem lesz háború                       | Kasszandra                              | Silvia Monfort            | 1969        |
| 1967 | Válás amerikai módra                           | N/A                                     | N/A                       | 1973        |
| 1968 | Bajtársak voltunk                              | Kiképzőtiszt                            | Alla Gyemidova            | 1969        |
| 1968 | Oidipusz király                                | Iokaszté                                | Lilli Palmer              | 1981        |
| 1968 | Z, avagy egy politikai gyilkosság anatómiája   | Hélène, a felesége                      | Irene Papas               | 1969        |
| 1969 | Anna ezer napja (1. magyar szinkron)           | Aragóniai Katalin, Henrik első felesége | Irene Papas               | 1972        |
| 1969 | Légyfogó                                       | N/A                                     | N/A                       | 1970        |
| 1976 | Csak egy asszony…                              | Françoise Gailland                      | Annie Girardot            | 1977        |

## Díjai, elismerései
- Farkas–Ratkó-díj (1956)
- Jászai Mari-díj (1957; 1963)
- Madách-díj (1967)
- Radnóti-díj (1967)
- SZOT-díj (1967)
- a filmszemle díja (1969)
- Érdemes művész (1970)
- Kazinczy-díj (1973)
- Kiváló művész (1988)
- A Nemzet Színésze (2000)
- Déryné-díj (2000)
- Hazám-díj (2005)
- Örökös tag a Halhatatlanok Társulatában (2007)
- Budapest díszpolgára (2008)

## Könyve
- Tájkép magammal (lejegyezte Ézsiás Erzsébet) (Budapest, Papirusz Book Könyvkiadó, 2004 ISBN 9639263214)